# Turkisk snödroppe
Turkisk snödroppe (Galanthus elwesii) är en växtart i familjen amaryllisväxter.